# Mirosław Bańko
Mirosław Tomasz Bańko (* 1959) je polský jazykovědec a lexikograf, profesor humanitních věd, mimořádný profesor na Varšavské univerzitě. V letech 1991–2010 byl zaměstnán ve Vědeckém nakladatelství PWN, kde byl šéfredaktorem redakční rady slovníků polského jazyka a do října 2015 provozoval online jazykovou poradnu. Je autorem či spoluautorem slovníků a jazykových příruček.
Doktorát získal v roce 1989 na základě práce Metody analizy form fleksyjnych w słowniku leksemowym (na materiale czasowników polskich). Habilitoval se v 2002. 21. ledna 2015 ho prezident Bronisław Komorowski jmenoval profesorem.

## Publikace
- Mały słownik wyrazów kłopotliwych. Varšava: PWN, 2003
- Wielki słownik wyrazów obcych PWN. Varšava: PWN, 2003
- Słownik porównań. Varšava: PWN
- Wielki słownik wyrazów bliskoznacznych. Varšava: PWN, 2005.